# Gleb Speranski
Gleb Nikołajewicz Speranski, ros. Глеб Николаевич Сперанский (ur. w 1914 r. w Petersburgu, zm. 6 listopada 1995 r. w Sea Cliff) – biały emigrant rosyjski, dowódca kompanii saperów 3 Pułku Piechoty Rosyjskiego Korpusu Ochronnego, a następnie kompanii 9 Batalionu Desantowo-Spadochronowego Sił Zbrojnych Komitetu Wyzwolenia Narodów Rosji podczas II wojny światowej, emigracyjny publicysta i działacz kombatancki.

## Życiorys
W połowie listopada 1920 r. jego rodzina wraz z wojskami Białych została ewakuowana z Krymu do Gallipoli. Następnie zamieszkała w Królestwie SHS. Od 1923 r. uczył się rosyjskim krymskim korpusie kadetów, zaś od końca sierpnia 1929 r. w 1 rosyjskim korpusie kadetów wielkiego księcia Konstantina Konstantinowicza. W 1931 r. ukończył go, po czym studiował architekturę na uniwersytecie w Belgradzie. Po zajęciu Jugosławii przez wojska niemieckie w kwietniu 1941 r., wstąpił w połowie września tego roku do nowo formowanego Rosyjskiego Korpusu Ochronnego. Służył w batalionie junkierskim 1 Pułku Piechoty, zaś od lata 1942 r. w 3, a potem 5 Pułku Piechoty. Od 1944 r. dowodził kompanią saperów 3 Pułku Piechoty. Pod koniec 1944 r. został ranny. Skierowano go na leczenie do szpitala w Niemczech. Od stycznia 1945 r. w stopniu kapitana dowodził kompanią 9 Batalionu Spadochronowo-Desantowego Sił Zbrojnych Komitetu Wyzwolenia Narodów Rosji. 30 kwietnia tego roku wraz z batalionem poddał się Amerykanom. Przebywał w obozie jenieckim pod Moguncją, a następnie w Ratyzbonie, skąd zbiegł. Do 1947 r. ukrywał się w amerykańskiej strefie okupacyjnej Niemiec, po czym wyjechał do USA. Działał w Stowarzyszeniu Kadetów Rosyjskich Zagranicznych Korpusów Kadetów. Był jednym z redaktorów czasopisma pt. „Кадетские корпуса за рубежом”.